# Ferruccio Bolla
Ferruccio Stefano Bolla (Bellinzona, 25 januari 1911 - Lugano, 5 april 1984) was een Zwitsers rechter, redacteur, bestuurder en politicus voor de Vrijzinnig-Democratische Partij (FDP/PRD) uit het kanton Ticino.

## Biografie

### Afkomst
Ferruccio Bolla was een zoon van Arnaldo Bolla en een kleinzoon van Plinio Bolla en Stefano Gabuzzi, die allen ook politici waren. Hij was een neef van feministe Ines Bolla, een zus van zijn vader. Hij was getrouwd met Margherita Tognola, de dochter van een postbiende.

### Jurist
Bolla werd doctor in de rechten aan de Universiteit van Lausanne en volbracht zijn stage in het kantoor van zijn vader. Van 1939 tot 1947 was hij rechter in het kantonnaal hof van beroep van Ticino. Van 1951 tot 1958 was hij plaatsvervangend rechter in het Bondshooggerechtshof van Zwitserland. Vanaf 1934 was hij redacteur en vanaf 1937 directeur van het juridische tijdschrift Repertorio di giurisprudenza patria, waarvoor hij in 1969 een eredoctoraat kreeg toegewezen door de Universiteit van Bern. Van 1953 tot 1958 was hij lid van de Schweizerischer Juristenverein.

### Politicus
Op politiek vlak was Bolla namens de Vrijzinnig-Democratische Partij (FDP/PRD) actief in het stadsbestuur van Bellinzona tussen 1936 en 1940 en in de gemeenteraad van Lugano van 1948 tot 1959. Van 7 december 1959 tot 30 november 1975 was hij lid van de Kantonsraad, waarvan hij van 29 november 1971 tot 27 november 1972 voorzitter was. Tussen 1963 en 1966 zat hij de commissie Buitenlandse Zaken voor.

### Bestuurder
Bolla zetelde in de raden van bestuur van Union Bank of Switzerland van 1963 tot 1978 en van Nestlé van 1967 tot 1979.

## Onderscheidingen
- Doctor honoris causa aan de Universiteit van Bern (1969)

## Werken
- (it)  Protezione dei marchi e concorrenza sleale in diritto svizzero, 1936.